# Тяжёлая ракета-носитель

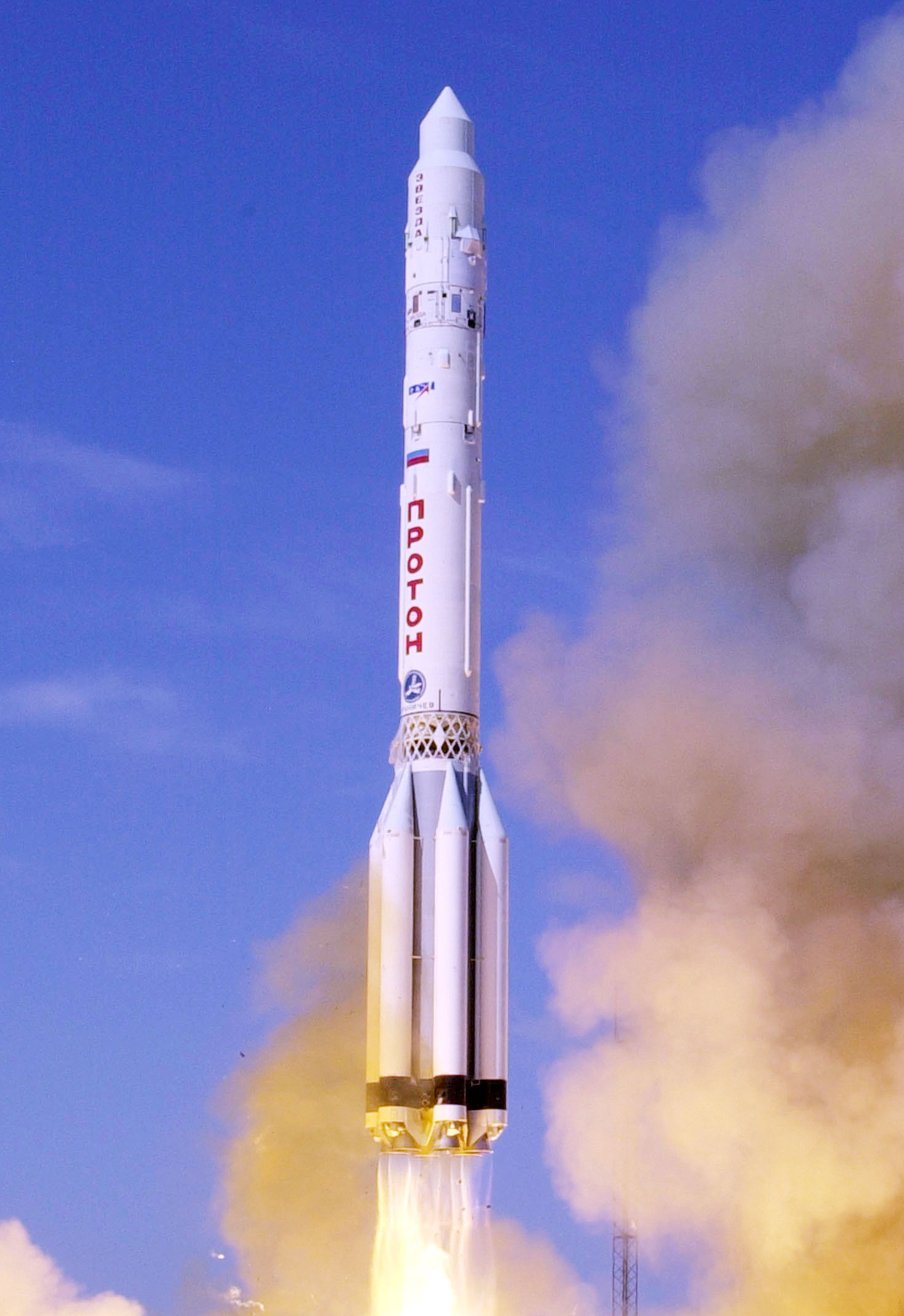
«Протон-М» (Роскосмос)

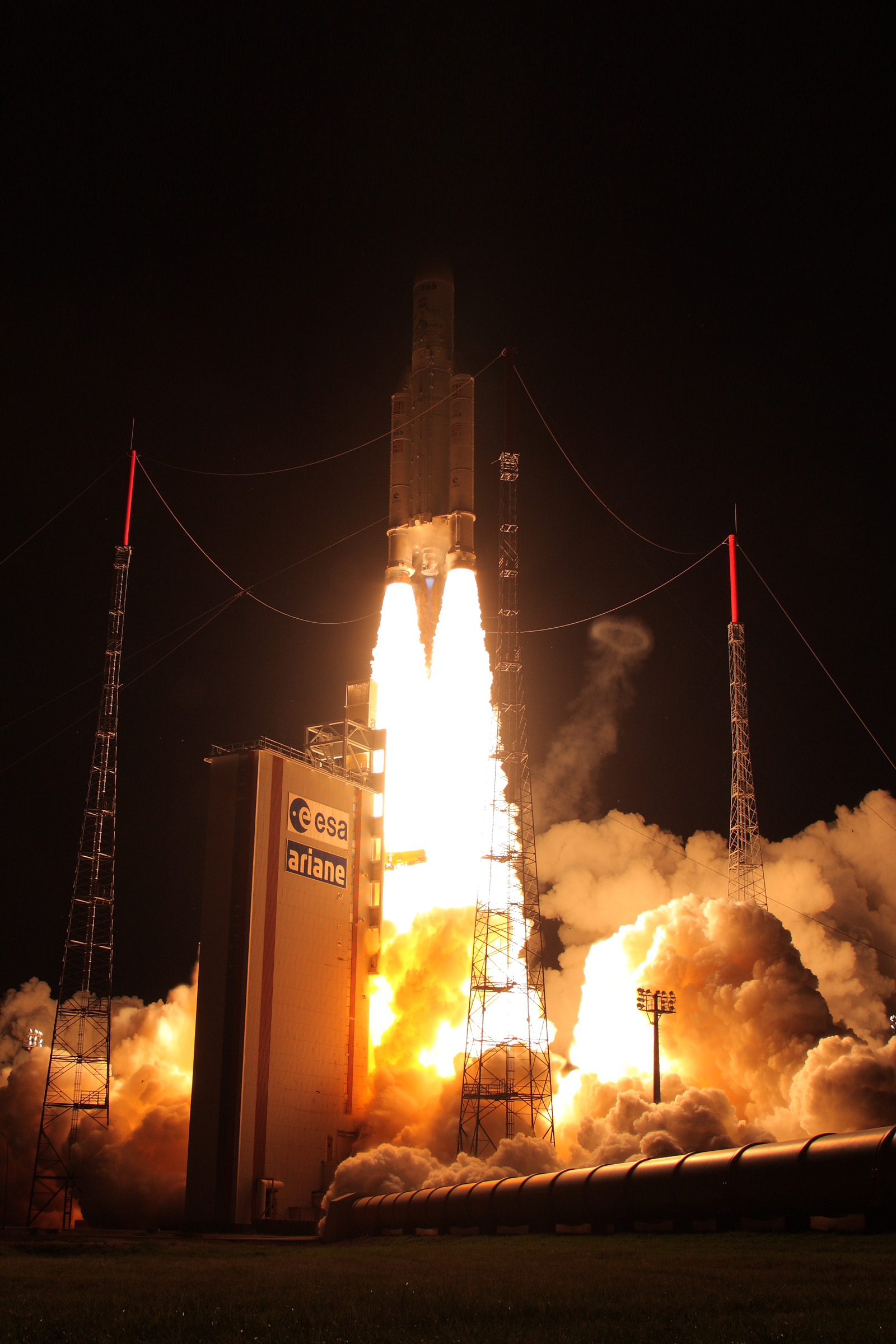
«Ариан-5» (ЕКА)

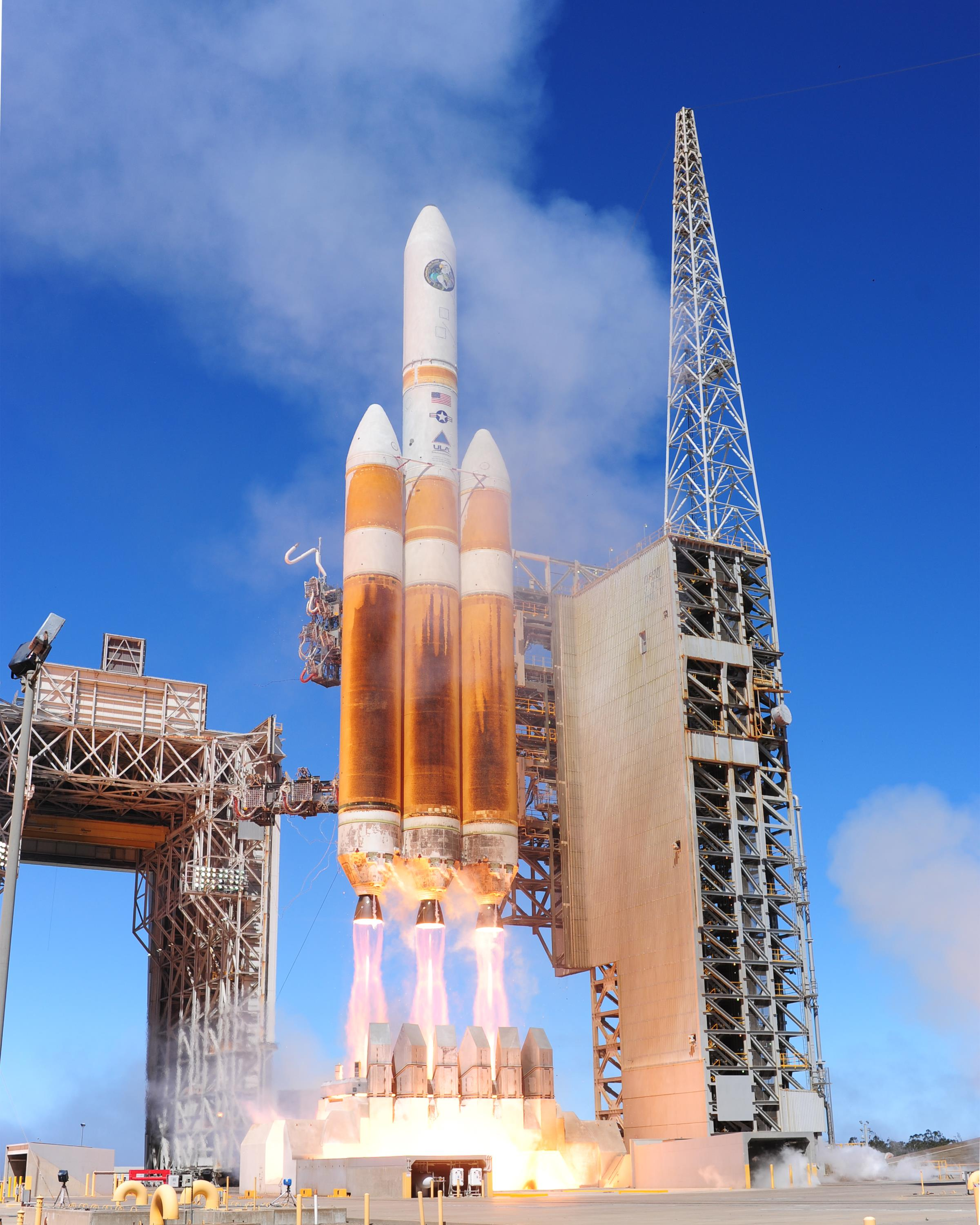
«Дельта-4» (НАСА)

Тяжёлая раке́та-носи́тель — класс ракет-носителей (РН), способных выводить на низкую околоземную орбиту (НОО) от 20 до 50 тонн. На начало XXI века это был класс самых мощных РН, которыми располагало человечество. При этом в XX веке в США и в СССР были созданы также и РН сверхтяжёлого класса, однако в настоящее время (на 2025 год) существуют всего две сверхтяжёлые РН: Falcon Heavy, имеющая заявленную грузоподъёмность до 63,8 т на НОО (в одноразовом варианте) и SLS, имеющая заявленную грузоподъёмность до 95 т на НОО (в базовой версии).

## Тяжёлые РН, находящиеся в эксплуатации
В скобках указана грузоподъёмность при доставке груза на НОО.
- New Glenn (45 тонн) — ракета-носитель компании Blue Origin – с 2025 года.
- Vulcan Centaur (до 27,2 тонн) — c 2024 года.
- «Чанчжэн-5» (до 25 тонн) — с 2016 года.
- «Протон-М» (23 тонны) — принята на вооружение в СССР в 1965 году.
- Falcon 9 FT (до 22,8 тонн) — с 2015 года.
- «Ариан 6» (21,5 тонн) — ракета-носитель семейства «Ариан», заменившая «Ариан-5» — с 2024 года.

Средняя/тяжёлая в зависимости от источника классификации:
- «Атлас-5» (до 18,8 тонн) – с 2002 года.
- «H-IIB» (до 19 тонн) – с 2009 года.

Кроме того, близкими по характеристикам к тяжёлому классу являются японская ракета-носитель H-IIB (19 тонн) и американская Atlas V версии 551 — (18,8 тонн).

## Тяжёлые РН, находящиеся в стадии испытаний
- «Ангара-А5» (24,5 тонны) — на 2025 год завершается фаза лётных испытаний.

## Разрабатываемые тяжёлые РН
- «Ангара-А5B» (37,5 тонн) — первый запуск планируется в 2025 году[2].
- «Ариан 6» (21,5 тонн) — ракета-носитель семейства «Ариан», предназначенная заменить «Ариан-5», первый запуск планируется на 2024 год[3].

## Исторические тяжёлые РН
- «Дельта IV Хэви» (до 28,7 тонн) — 2004—2024 годы.
- «Титан-4» (21,6 тонн) — 1989—2005 годы.
- «Ариан-5 ES» (21 тонна) — 2008—2018 годы.
- «Ариан-5 ECA» (до 21 тонны)[4] — 2005—2023 годы.
- «Спейс шаттл» (24 тонны) — 1969—2011 годы, многоразовые.